# Rio Três Forquilhas
O rio Três Forquilhas é um curso de água que deságua na Lagoa Itapeva na Bacia hidrográfica do rio Tramandaí, estado do Rio Grande do Sul. O vale do Rio Três Forquilhas abrange os municípios de Três Forquilhas, Itati e Terra de Areia.
A origem do nome se dá pelo desenho do rio que logo a partir da foz recebe três afluentes formando três forquilhas, ou sejam, o arroio Laranjeiras, arroio Três Pinheiros e o arroio da Colônia.
O trecho do rio Três Forquilhas onde há uma barragem serve de ligação entre os municípios de Terra e Três Forquilhas é chamado popularmente de Rio Depósito.
O arroio da Colônia foi o referencial ou marco colocado pelo coronel Francisco de Paula Soares, administrador da Colonização de Torres, quando decidiu estabelecer os colonos alemães protestantes neste vale. Falava-se que a Colônia de Três Forquilhas tinha início na terceira forquilha, ou então, a partir do arroio da Colônia.
O rio Três Forquilhas só é navegavel até a primeira forquilha, junto ao arroio Laranjeiras. Por este motivo, no início da colonização, a partir de 1826 as embarcações que vinham de Torres não entravam pela foz do rio Três Forquilhas porém, iam até o Ancoradouro dos Alemães, nas barrancas da lagoa Itapeva, local onde hoje é a cidade de Terra de Areia. Daquele ancoradouro, os produtos iam ou vinham através do transporte por meio de carretas de bois.
O motivo é que do arroio Laranjeiras até a sede da Colônia o rio Três Forquilhas tem um percurso de aproximadamente dez quilômetros, repleto de corredeiras, sem possibilidades para a navegação.
Portanto, o primeiro ancoradouro para carregar ou descarregar os produtos, destinados à Colônia de Três Forquilhas, não foi estabelecido junto ao rio Três Forquilhas, porém no Depósito dos Alemães, na lagoa Itapeva, onde hoje temos o município de Terra de Areia.
As encomendas eram transportadas com carretas de boi, através de uma estrada com um percurso de 12 quilômetros, até a sde da Colônia de Três Forquilhas que se situava na localidade onde hoje temos a sede de Itati.
Mais tarde, logo após o término da Guerra dos Farrapos, embarcações começaram a entrar pela foz do rio Três Forquilhas. O pastor Karl Leopold Voges estabeleceu um porto interno, às margens do rio Três Forquilhas e, então, dali os produtos eram conduzidos com carretas até as propriedades de comerciantes e colonos alemães.
A área da atual sede do município de Três Forquilhas era mato fechado e não existiam moradias. Os colonos alemães não tiveram acesso a essa área para a compra de propriedades pois a área pertencia a fazendeiros luso-brasileiros. A área onde hoje se situa a sede do município de Três Forquilhas não foi colonizada em 1826. Somente 50 anos depois da entrada dos primeiros colonos, ali foram sendo adquiridos lotes para a instalação de pequenas propriedades agrícolas. Já bem mais tarde, Jacob Voges – filho caçula do pastor Voges - em sociedade com Cristóvão Justin e Philipp Mittmann estabeleceram o ancoradouro junto ao arroio Laranjeiras, afluente do rio Três Forquilhas, ali fazendo construções e edificações, para o porto e depósitos.
Essas edificações, quando da morte de Jacob Voges, em 1884, foram adquiridas pela Empresa de Navegação Diehl e Dreher, vindos de São Leopoldo.
Finalmente surgiu o nome de Porto Alágio que somente foi dado bem mais tarde, após 1900, quando o italiano Carlos Alágio já vivia há alguns anos naquela localidade e passou a assumir o ramo de comércio, navegação e administração portuária local.

## Unidades de Conservação na Bacia
A bacia está localizada na Reserva da Biosfera da Mata Atlântica e contribui com a preservação desta paisagem por meio de três unidades de conservação:
1. Reserva Biológica Estadual Mata Paludosa, criada em 1998 pelo decreto estadual 38.972/98;
2. Área de Proteção Ambiental Rota do Sol, criada em 1997 pelo decreto estadual 37.346/97;
3. Estação Ecológica Estadual Aratinga, criada em 1997 pelo decreto estadual 37.345/97.